# Албус Дъмбълдор
Професор Албус Персивал Улфрик Брайън Дъмбълдор (на английски: Professor Albus Percival Wulfric Brian Dumbledore) е герой от известната поредица романи на Дж. К. Роулинг, „Хари Потър“. Известен е с победата си над черния магьосник Гелърт Гриндълуолд през 1945 година. Също и с откриването на 12-те начина на употреба на змейската кръв и близкото си приятелство с известния алхимик, Николас Фламел. Албус Дъмбълдор е директорът на училището за магии и вълшебства „Хогуортс“, в което учат Хари и приятелите му и е, също така, основател на Ордена на Феникса, организация посветила силите си на борбата срещу основния отрицателен герой в романите, Лорд Волдемор.
Син на Персивал и Кендра Дъмбълдор и по-голям брат на Абърфорт и Ариана Дъмбълдор, той израства в Годрикс Холоу, заедно със семейството си. Завършва Училището за магия и вълшебство Хогуортс с успех – отличник, префект, носител на наградата за заклинател „Барнабъс Финкли“, представител на младежта на Великобритания в Магисъбора, носител на златен медал за принос. Албус Дъмбълдор възнамерява да поеме на околосветско пътешествие заедно с приятеля си Елфиъс Дож, но го спира смъртта на неговата майка и той се връща в Годрикс Холоу за да се грижи за брат си и сестра си Ариана, която е била определяна като „крехка“ и „болнава“. Смятало се е, че Ариана всъщност е била немощна, но истината е, че тежка травма от детството ѝ при среща с мъгъли, оставя дълбок белег върху целия ѝ живот.
Тъкмо по това време Албус се запознава с младия Гелърт Гриндълоулд, дошъл на гости на леля си Батилда Багшот. Двамата веднага се харесват и започват да правят съвместни планове, свързани с Даровете на Смъртта. По време на спор между Албус, Абъфорт и Гриндълуолд се случва нещастие и по-малката сестра на Дъмбълдор умира. След този случай Дъмбълдор и Гриндълуолд спират всякакъв контакт до деня на легендарния им дуел. Отношенията между Албус и брат му, Абъфорт никога не се подобряват.
И как бе починала тайнствената Ариана? Дали е била неумишлена жертва на някакъв тъмен ритуал? Дали не се е натъкнала на нещо, на което не е трябвало, докато двамата младежи са се упражнявали в опитите си за слава и надмощие? Възможно ли е Ариана Дъмбълдор да е била първата умряла „в името на по-голямо добро“? – Из „Животът и лъжите на Албус Дъмбълдор“ от Рита Скийтър
Дъмбълдор умира на Астрономическата Кула в замъка „Хогуортс“. Убит е от Сивиръс Снейп със заклинанието – Авада Кедавра.

## Актьори
В първите два филма от екранизираната поредиця Хари Потър ролята на Дъмбълдор се изпълнява от ирландския актьор Ричард Харис. Смъртта на Харис малко преди края на снимките на втория филм става причина ролята на директора да бъде поверена на Майкъл Гамбън.
Във втория филм от екранизираната поредица Фантастични животни, част от франчайза Магьоснически свят, персонажът на Албус Дъмбълдор е поверен на Джуд Лоу.